# Manchester Trophy Challenger
O Manchester Trophy foi um torneio de tênis profissional disputado em quadras de grama ao ar livre. Inicialmente, fazia parte do ATP Challenger Tour e depois fez parte do Circuito Feminino da ITF. era realizado anualmente no Northern Lawn Tennis Club no subúrbio de Didsbury em Manchester, Inglaterra, Reino Unido, desde 1995.

## Histórico
O torneio original extinto, o Manchester Open, começou em 1880 como o prestigioso "Northern Championships" e continuou até que o evento se tornasse um campeonato menor, a nível de Challenger em 1995. O evento de nível Challenger terminou em 2009, mas foi revivido em 2015. O torneio masculino foi interrompido após a edição de 2016, enquanto o torneio feminino foi estabelecido em 2017 e teve sua última edição em 2019 pois a edição prevista para 2020 foi cancelada devido à pandemia de COVID-19.

## Resultados

### Simples feminina
| Ano  | Campeã                                          | Vice-campeã                                     | Resultado                                       |
| ---- | ----------------------------------------------- | ----------------------------------------------- | ----------------------------------------------- |
| 2020 | Torneio cancelado devido à pandemia de COVID-19 | Torneio cancelado devido à pandemia de COVID-19 | Torneio cancelado devido à pandemia de COVID-19 |
| 2019 | Magda Linette                                   | Zarina Diyas                                    | 7–6(7–1), 2–6, 6–3                              |
| 2018 | Ons Jabeur                                      | Sara Sorribes Tormo                             | 6–2, 6–1                                        |
| 2017 | Zarina Diyas                                    | Aleksandra Krunić                               | 6–4, 6–4                                        |

### Duplas femininas
| Ano  | Campeãs                                         | Vice-campeãs                                    | Resultado                                       |
| ---- | ----------------------------------------------- | ----------------------------------------------- | ----------------------------------------------- |
| 2020 | Torneio cancelado devido à pandemia de COVID-19 | Torneio cancelado devido à pandemia de COVID-19 | Torneio cancelado devido à pandemia de COVID-19 |
| 2019 | Duan Yingying Zhu Lin                           | Robin Anderson Laura Ioana Paar                 | 6–4, 6–3                                        |
| 2018 | Luksika Kumkhum Prarthana Thombare              | Naomi Broady Asia Muhammad                      | 7–6(7–5), 6–3                                   |
| 2017 | Magdalena Fręch An-Sophie Mestach               | Chang Kai-chen Marina Erakovic                  | 6–4, 7–6(7–5)                                   |

### Simples masculino
| Ano       | Campeão                | Vice-campeão        | Resultado           |
| --------- | ---------------------- | ------------------- | ------------------- |
| 2016      | Dustin Brown           | Lu Yen-hsun         | 7–6(7–5), 6–1       |
| 2015      | Sam Groth              | Luke Saville        | 7–5, 6–1            |
| 2010–2014 | Não ocorreu            | Não ocorreu         | Não ocorreu         |
| 2009      | Olivier Rochus         | Igor Sijsling       | 6–3, 4–6, 6–2       |
| 2008      | Björn Rehnquist        | Richard Bloomfield  | 7–6(10–8), 0–6, 6–3 |
| 2007      | Harel Levy             | Travis Rettenmaier  | 6–2, 6–4            |
| 2006      | Harsh Mankad           | Joshua Goodall      | 7–6(7–1), 7–6(7–4)  |
| 2005      | Daniele Bracciali      | Igor Zelenay        | 6–4, 6–4            |
| 2004      | Alex Bogdanovic        | Michal Mertiňák     | 6–1, 6–3            |
| 2003      | Nicolas Mahut          | Gilles Elseneer     | 6–3, 7–6(7–5)       |
| 2002      | Vladimir Voltchkov     | Karol Beck          | 6–4, 7–6(7–2)       |
| 2001      | Jean-François Bachelot | Jamie Delgado       | 6–4, 6–4            |
| 2000      | Mosé Navarra           | Martin Lee          | 6–4, 6–3            |
| 1999      | Igor Gaudi             | Neville Godwin      | 7–6, 6–2            |
| 1998      | Chris Wilkinson        | Stefano Pescosolido | 6–3, 6–4            |
| 1997      | Oscar Burrieza-Lopez   | Stefano Pescosolido | 7–6, 2–6, 6–1       |
| 1996      | Ben Ellwood            | Fernon Wibier       | 6–4, 6–4            |
| 1995      | Chris Wilkinson        | Christian Saceanu   | 6–4, 6–4            |

### Duplas masculinas
| Ano       | Campeões                             | Vice-campeões                        | Resultado           |
| --------- | ------------------------------------ | ------------------------------------ | ------------------- |
| 2016      | Purav Raja Divij Sharan              | Ken Skupski Neal Skupski             | 6–3, 3–6, [11–9]    |
| 2015      | Chris Guccione André Sá              | Raven Klaasen Rajeev Ram             | walkover            |
| 2010–2014 | Não ocorreu                          | Não ocorreu                          | Não ocorreu         |
| 2009      | Joshua Goodall Jonathan Marray       | Colin Fleming Ken Skupski            | 6–7(1–7), 6–3, 11–9 |
| 2008      | Adam Feeney Robert Smeets            | Harsh Mankad Ashutosh Singh          | 6–3, 6–7(5–7), 10–6 |
| 2007      | Rohan Bopanna Aisam-ul-Haq Qureshi   | Jesse Huta Galung Michael Ryderstedt | 4–6, 6–3, 10–5      |
| 2006      | Joshua Goodall Ross Hutchins         | Chris Guccione Thomas Oger           | 3–6, 7–5, 10–5      |
| 2005      | Mark Hilton Jonathan Marray          | James Auckland Dan Kiernan           | 6–3, 6–2            |
| 2004      | Jean-François Bachelot Nicolas Mahut | Aisam-ul-Haq Qureshi Lovro Zovko     | 6–2, 6–4            |
| 2003      | Martin Lee Arvind Parmar             | Dan Kiernan David Sherwood           | 6–3, 2–6, 6–2       |
| 2002      | Karol Beck Aisam-ul-Haq Qureshi      | John Hui Anthony Ross                | 6–3, 7–6(7–2)       |
| 2001      | Ben Ellwood Fredrik Lovén            | Wesley Moodie Shaun Rudman           | 4–6, 7–5, 6–4       |
| 2000      | Dejan Petrovic Andy Ram              | Yves Allegro Ivo Heuberger           | 6–2, 7–6            |
| 1999      | Jeff Coetzee Neville Godwin          | Jamie Delgado Martin Lee             | 6–4, 6–2            |
| 1998      | Mosé Navarra Stefano Pescosolido     | Wayne Arthurs Ben Ellwood            | 6–1, 6–7, 7–6       |
| 1997      | Mark Petchey Danny Sapsford          | Noam Behr Filippo Veglio             | 6–3, 6–7, 7–6       |
| 1996      | Max Mirnyi Lior Mor                  | Dick Norman Fernon Wibier            | 7–5, 7–6            |
| 1995      | Tim Henman Mark Petchey              | Massimo Bertolini Diego Nargiso      | 6–3, 6–4            |